# محمد فیضی زنگیر
محمد فیضی زنگیر (متولد ۶ اردیبهشت ۱۳۶۰ در اردبیل)، چهره سیاسی اصلاح طلب و نماینده سابق مردم اردبیل، نمین و نیرو سرعین، در دهمین دوره مجلس شورای اسلامی است.
وی عضو هیات رئیسه فراکسیون امید مجلس شورای اسلامی بوده و سوابق زیر را در کارنامه خود دارد:  
سوابق در مجلس دهم:  
* عضو کمیسیون برنامه و بودجه و محاسبات مجلس شورای اسلامی در دوره دهم   
*هیات رئیسه کمیسیون برنامه و بودجه و محاسبات مجلس شورای اسلامی در دوره دهم 
*عضو سه دوره متوالی کمیسیون تلفیق(سالهای ۹۶ تا ۹۸) و نایب رئیس کمیسیون تلفیق در سال ۹۷ در مجلس شورای اسلامی در دوره دهم 
*عضو کمیسیون ویژه حمایت از تولید ملی و اصل ۴۴ قانون اساسی مجلس شورای اسلامی در دوره دهم  
*رییس فراکسیون مناطق کمتر توسعه یافته کشور در مجلس دهم 
*سخنگوی فراکسیون فرش و عضو فراکسیون دانشگاهیان، فراکسیون مناطق آزاد تجاری و فراکسیون فرهنگیان مجلس دهم 
*ناظر شورای برنامه ریزی و توسعه استان اردبیل از طرف مجلس شورای اسلامی دوره دهم  
*ناظر شورای اشتغال استان اردبیل از طرف مجلس شورای اسلامی دوره دهم
سایر سوابق اجرایی:
- رئیس اسبق مرکز توسعه سرمایه انسانی و فناوری های مدیریتی وزارت ارتباطات و فناوری اطلاعات

## نمایندگی مردم در مجلس دهم و بعد از آن
در دهمین دوره انتخابات مجلس شورای اسلامی، محمد فیضی زنگیر، در لیست ائتلاف فراگیر اصلاح طلبان: گام دوم در اردبیل حضور داشت و در در دور دوم توانست با ۷۶٬۱۴۵ رأی از مجموع ۱۳۶٬۸۱۰ رأی مأخوذه صحیح بعنوان سومین نماینده منتخب اردبیل، وارد مجلس دهم شود.
وی در انتخابات دوره یازدهم مجلس جزو اصلاح طلبان رد صلاحیت شده می باشد که نتوانست خود را در معرض آرای مجدد مردم قرار دهد 
وی پس از اتمام نمایندگی به سمت ریاست مرکز توسعه سرمایه انسانی و فناوری های مدیریتی وزارت ارتباطات و فناوری اطلاعات منصوب شد. پس از اتمام ماموریت در این وزارتخانه در دانشگاه آزاد اسلامی واحد تهران مرکزی دانشکده مدیریت مشغول فعالیت هستند.  
ایشان دومین دکتری تخصصی خود را در رشته علوم سیاسی گرایش سیاستگذاری عمومی در دانشگاه علوم و تحقیقات تهران تحصیل و در حال نگارش رساله خود می باشند   

## پیشینه
محمد فیضی در ۶ اردیبهشت ۱۳۶۰ در محله اسلام‌آباد شهر اردبیل در یک خانواده مذهبی متولد شد. دوران ابتدایی را در مدرسه نهضت اسلامی و ابوریحان اردبیل به پایان رسانده مقطع راهنمایی را در مدرسه سلمان فارسی گذراند سپس به تحصیل در رشته علوم انسانی در دبیرستان فارابی پرداخت. در سال ۱۳۷۸ در رشته مدیریت دولتی وارد دانشگاه پیام نور خلخال شد. وی در سال ۱۳۸۲ در مقطع کارشناسی ارشد رشته مدیریت دولتی گرایش منابع انسانی در دانشگاه آزاد واحد تهران پذیرفته شده و در سال ۱۳۸۴ با درجه عالی فارغ‌التحصیل گردیده و از همان سال به مدت دو سال مأمور به خدمت در دادگستری استان اردبیل شد. فیضی در سال ۱۳۸۶ با کسب رتبه ۳ در دانشگاه علوم و تحقیقات تهران پذیرفته شده و در سال ۱۳۹۱ از رساله دکترای خود با کسب نمره ۱۹٫۰۵ دفاع نمود
دکتر محمد فیضی در زمینه مدیریت ده کتاب تالیف و ترجمه نموده و اهتمام به نگارش بیش از صد مقاله در زمینه تخصصی خود داشته است. وی در بسیاری از کنفرانسهای معتبر داخلی و بین‌المللی با ارائه مقالات گوناگون در موضوعات رشته مدیریت مشارکت نموده‌است. وی استاد راهنما و مشاور صدها پایان نامه کارشناسی ارشد و چندین رساله دکتری در رشته مدیریت بوده اند.
اهم سوابق دانشگاهی دکتر محمد فیضی به شرح زیر می باشد:
عضو هیات علمی در دانشگاههای آزاد اسلامی واحد مشکین شهر و اردبیل 
مدیر گروه رشته های حسابداری و مدیریت در دانشگاه آزاد مشکین شهر
مدیر گروه تحصیلات تکمیلی رشته مدیریت در دانشگاه آزاد اسلامی واحد اردبیل و واحد علوم و تحقیقات سابق اردبیل 
رییس اسبق دانشگاه آزاد اسلامی واحد گرمی
عضو و سخنگوی اسبق شورای اسلامی شهر اردبیل در دوره چهارم 
هیات امنای اسبق دانشگاه جامع علمی کاربردی شهرداری 
هیات امنای اسبق دانشگاه محقق اردبیلی
عضو هیات علمی دانشگاه آزاد اسلامی واحد تهران مرکزی دانشکده مدیریت